# Memoriał Bronisława Idzikowskiego i Marka Czernego 1980
Memoriał im. Bronisława Idzikowskiego i Marka Czernego 1980 – 13. edycja turnieju w celu uczczenia pamięci polskiego żużlowca Bronisława Idzikowskiego i Marka Czernego, który odbył się dnia 25 września 1980 roku. Turniej wygrał Stanisław Nocek.

## Wyniki
- Częstochowa, 25 września 1980
- NCD: Stanisław Nocek - po 75,20 w wyścigu 8 i dodatkowym 1
- Sędzia: Marian Kaznowski

| Msc. | Zawodnik                  | Klub        | Pkt  |              |  |
| ---- | ------------------------- | ----------- | ---- | ------------ |  |
| 1    | (8) Stanisław Nocek       | Częstochowa | 13+3 | (3,3,3,1,3)  |  |
| 2    | (14) Wojciech Żabiałowicz | Toruń       | 13+2 | (3,3,2,3,2)  |  |
| 3    | (4) Józef Jarmuła         | Częstochowa | 12+3 | (2,2,2,3,3)  |  |
| 4    | (11) Robert Słaboń        | Wrocław     | 12+2 | (3,3,3,3,d)  |  |
| 5    | (2) Henryk Jasek          | Wrocław     | 10   | (d,2,3,2,3)  |  |
| 6    | (13) Antoni Fojcik        | Rybnik      | 9    | (1,3,3,u,2)  |  |
| 7    | (3) Zygmunt Słowiński     | Toruń       | 8    | (1,1,0,3,3)  |  |
| 8    | (5) Andrzej Tkocz         | Rybnik      | 8    | (2,2,2,2,d)  |  |
| 9    | (10) Tomasz Jurczyński    | Częstochowa | 6    | (2,1,1,0,2)  |  |
| 10   | (6) Krzysztof Żelazko     | Częstochowa | 6    | (1,0,2,2,1)  |  |
| 11   | (16) Zygmunt Nocuń        | Częstochowa | 5    | (2,0,1,1,1)  |  |
| 12   | (15) Grzegorz Szczepanik  | Rybnik      | 4    | (0,2,1,1,ns) |  |
| 13   | (1) Andrzej Jurczyński    | Częstochowa | 3    | (3,d)        |  |
| 14   | (12) Jerzy Bożyk          | Częstochowa | 3    | (1,0,0,2,u)  |  |
| 15   | (7) Siemmer               |             | 2    | (0,0,d,d,2)  |  |
| 16   | (9) Józef Kafel           | Częstochowa | 1    | (0,d,1)      |  |
|      | rez. Ireneusz Stalski     | Częstochowa |      | (0,1,1)      |  |
|      | rez. Dariusz Bieda        | Częstochowa |      | (u,u)        |  |

Bieg po biegu
1. [77,00] A.Jurczyński, Jarmuła, Słowiński, Jasek
2. [77,00] Nocek, Tkocz, Żelazko, Siemmer
3. [75,40] Słaboń, T.Jurczyński, Bożyk, Kafel
4. [76,80] Żabiałowicz, Nocuń, Fojcik, Szczepanik
5. [77,40] Fojcik, Tkocz, Kafel, A.Jurczyński
6. [76,00] Żabiałowicz, Jasek, T.Jurczyński, Żelazko
7. [75,40] Słaboń, Szczepanik, Słowiński, Siemmer
8. [75,20] Nocek, Jarmuła, Nocuń, Bożyk
9. [77,00] Słaboń, Żelazko, Nocuń, Stalski Stalski za A.Jurczyńskiego
10. [77,00] Jasek, Tkocz, Szczepanik, Bożyk
11. [76,20] Nocek, Żabiałowicz, Kafel, Słowiński
12. [77,00] Fojcik, Jarmuła, T.Jurczyński, Siemmer
13. [77,00] Żabiałowicz, Bożyk, Stalski, Siemmer Stalski za A.Jurczyńskiego
14. [76,40] Słaboń, Jasek, Nocek, Fojcik
15. [76,90] Słowiński, Tkocz, Nocuń, T.Jurczyński
16. [76,20] Jarmuła, Żelazko, Szczepanik, Bieda Bieda za Kafela
17. [77,60] Nocek, T.Jurczyński, Stalski, Szczepanik Stalski za A.Jurczyńskiego
18. [??,??] Jasek, Siemmer, Nocuń, Bieda Bieda za Kafela
19. [76,20] Słowiński, Fojcik, Żelazko, Bożyk
20. [??,??] Jarmuła, Żabiałowicz, Tkocz, Słaboń
21. Wyścig dodatkowy: [75,20] Nocek, Żabiałowicz
22. Wyścig dodatkowy: [??,??] Jarmuła, Słaboń